# Особниця
Особниця (пол. Osobnica) — село в Польщі, у гміні Ясло Ясельського повіту Підкарпатського воєводства.
Населення — 3527 осіб (2011).
У 1975-1998 роках село належало до Кросненського воєводства.

## Демографія
Демографічна структура станом на 31 березня 2011 року:
|          | Загалом | Допрацездатний вік | Працездатний вік | Постпрацездатний вік |
| -------- | ------- | ------------------ | ---------------- | -------------------- |
| Чоловіки | 1712    | 398                | 1128             | 186                  |
| Жінки    | 1815    | 378                | 1027             | 410                  |
| Разом    | 3527    | 776                | 2155             | 596                  |